# Д’Аркур, Луи Франсуа
Луи Франсуа д'Аркур (фр. Louis François d'Harcourt; 10 ноября 1677 — 20 октября 1714), граф де Сезанн — французский генерал, участник войны за Испанское наследство.
Сын Франсуа III д'Аркура, маркиза де Бёврон, и Анжелики де Фабер, внук маршала Франции маркиза Абрахама де Фабера.
Бригадир кавалерии с 19 января 1702.
15 августа 1702 командовал гренадерами в битве при Луццаре; в этом сражении был ранен в руку.
В том же году был награждён королём Филиппом V орденом Золотого руна.
В январе 1704 командовал двумя тысячами пехотинцев в Пьемонте, под началом герцога Вандома. Участвовал в отвоевании нескольких мест в Италии и Бастии.
В 1705 произведен в лагерные маршалы; во главе пехоты участвовал в осаде Веруе в Испании.
Участвовал во взятии маршалом Вилларом имперских оборонительных линий на берегу Рейна 23 мая 1707, после чего был направлен с крупным соединением кавалерии, чтобы наложить контрибуцию на Франконию.
В 1709 снова служил на Рейне и в Германии. 30 марта 1710 произведен в лейтенант-генералы.

## Семья
Жена (12.09.1705): Мари-Луиза-Катерина де Несмон (ок. 1685—1726), дочь маркиза Андре де Несмона и Катрин де Метивье